# Prizna
Prizna (italsky Prisna) je malá vesnice a přímořské letovisko v Chorvatsku v Licko-senjské župě, spadající pod opčinu města Senj. Nachází se pod pohořím Velebit, asi 51 km jižně od Senje. V roce 2011 zde trvale žilo 45 obyvatel.
Prizna je známá především díky tomu, že je zde trajektový přístav Žigljen, který slouží ke spojení s ostrovem Pag, respektive městem Novalja. Priznou též prochází silnice D406, která slouží ke spojení silnice D8 s přístavem.
Sousedními vesnicemi jsou Cesarica, Jablanac a Stinica.